# TT359

Inihercha vor Königen und deren Familienmitglieder vom Anfang des Neuen Reiches

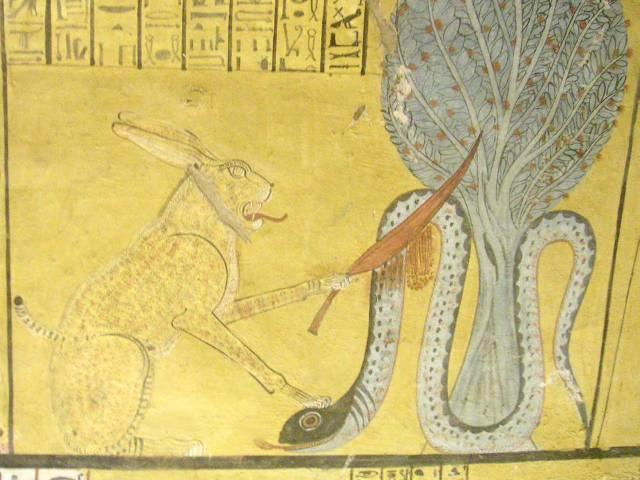
Re im Kampf gegen Apophis, Darstellung aus dem Grab

TT359 (Theban Tomb Nummer 359) ist ein Grab des Inihercha in Deir el-Medina. Er war „Oberster der Arbeiter am Platz der Wahrheit“ und damit ein leitender Beamter beim Bau der altägyptischen Königsgräber im Tal der Könige. Inihercha lebte in der Zeit der 20. Dynastie. Sein Grab bestand aus zwei Teilen. Es gab eine oberirdische Kapelle und zwei Grabkammern, die reich mit Wandmalereien dekoriert waren. Sie gehören zu den schönsten der 20. Dynastie.
Das Grab liegt neben dem Grab des Kaha (TT360) und ist mit diesem anhand mehrerer Durchgänge verbunden. Die Grabkapelle ist nur noch schlecht erhalten, dagegen sind die Malereien der Grabkammern gut erhalten. Es finden sich zahlreiche Szenen, die den Verstorbenen und seine Frau vor Gottheiten zeigen. Andere Szenen zeigen ihn im Zusammensein mit seiner Familie. Historisch interessant ist die Darstellung von Inihercha und seiner Frau, die der Königsfamilie vom Anfang des Mittleren und Neuen Reiches Opfer darbringen. Diese Szene ist heute fast vollkommen zerstört und nur noch von einer Zeichnung der Lepsius-Expedition bekannt.
Inihercha hatte noch ein weiteres Grab (TT299), das jedoch schlechter erhalten ist.